# Calm Before The Storm
Calm Before The Storm пети студиен албум на британската хевиметъл група Venom, издаден през 1987 г. от Filmtrax Records. Това е първият албум, който групата издава след напускането на Джефри Дън.

## Състав
- Кронос – бас, вокали
- Майк „Микъс“ Хики – китара
- Джеймс Клер – китара
- Абадон – барабани